# Vatrogasci (sastav)
Vatrogasci je hrvatski raznožanrovski glazbeni sastav osnovan 1991. godine u Zagrebu. Sastav je najpoznatiji po obradama pjesama drugih autora te parodiranju, pretvarajući ih u narodnjačku glazbu. Uz obrade, sastav snima i autorske skladbe. Do sada su snimili 13 studijskih albuma, te dva kompilacijska.

## Članovi
- Tihomir Borošak: autor glazbe, stihova i aranžmana
- Goran Borošak: vokali i gitarista
- Mario Jurišić: bubnjevi, udaraljke
- Rudolf Katalinić: klavijature, prateći vokal

## Diskografija

### Studijski albumi
- 1992. – "Vatrogasna zabava vol.1" -- (Euroton Records)
- 1993. – "Vatrogasna zabava vol.2" -- (Euroton Records)
- 1994. – "Vatrogasna zabava vol.3" -- (Euroton Records)
- 1995. – "Vatrogasna zabava vol.4" -- (Croatia Records)
- 1998. – "Priče iz radione" -- (Croatia Records)
- 1999. – "Med i mlijeko" -- (Croatia Records)
- 2001. – "Sreća u nesreći" -- (Croatia Records)
- 2002. – "Kitice i revreni" -- (eSVe)
- 2003. – "Trava i užas" -- (Kondorcomm/Song Zelex)
- 2004. – "Poruke u boci" -- (Suzy/Song Zelex)
- 2005. – "Vlahovin svjedok" -- (Unicorn Records)
- 2009. – "Homo erectus" -- (Unicorn Records)
- 2014. – "Dvodojak" -- (Unicorn Records)

### Kompilacije
- 1996. – "The best of" -- (Croatia Records)
- 2011. – "Najbolje pijane pjesme" -- (Croatia Records)

## Vanjske poveznice
- Službene stranice sastava  Arhivirana inačica izvorne stranice od 22. srpnja 2010. (Wayback Machine) https://www.youtube.com/@vatrogasnazabava  Arhivirana inačica izvorne stranice od 22. srpnja 2010. (Wayback Machine)
- (engl.) Diskografija na Discogs.com